# Luc Houtkamp
Luc Houtkamp, (Hága, 1953. december 4. –) holland szaxofonos (tenor, szoprán), klarinétos.

## Pályafutása
1972 óta játszik dzsesszt. Kezdetben olyan zenészekkel működött együtt, mint  Cornelis Hazevoet (1975), Sven-Åke Johansson (duó 1973–1975), Martin van Duynhoven (kvartett 1975–1977), de a hetvenes évektől már a saját együtteseivel is játszott. Az 1980-as években többek között a következőkben vett részt: Ernst Reijseger, Han Bennink és Greetje Bijma csapata. Az 1990-es években Gert-Jan Prinsszel, Johannes Bauerrel, Conrad Bauerrel, Nicolas Collinsszal, Martin Blume-mal, Ezra Ngcukana-val és Fred Van Hove-val játszott. 2000 és 2001 között a „Compost” trióval muzsikált Misha Mengelberg,  Wiel Conen.
2024-ben Steve Beresforddal, Martin Blume-mal és Sebi Tramontana-val kiadta a „Frush” című albumot.
Az 1980-as évek közepe óta olyan szoftvereket fejleszt, amelyek segítségével interaktívan játszhat számítógép által generált hangokkal a saját játékával együtt. Szaxofonjátékában is új technikákat fejlesztett és kísérletezett ki. Megalapította saját „X-Or” nevű kiadóját.

## Lemezek
- https://soundcloud.com/luc-houtkamp-pow-ensemb

## Díjak
- 2004: Boy Edgar-díj.